# Qizilbash
Qizilbāsh eller Kizilbāsh (Persisk: قزلباش - Qızılbāš) (Tyrkisk: Kızılbaş) betyder "rød-hoved" og er et navn, der især benyttedes i 1500-tallet, som en betegnelse for de daværende alevitter. Navnet kommer af den karakteristiske røde hovedbeklædning, som de safavidiske qizilbāsh-soldater bar.
Qizilbāsh'erne var strengt taget tilhængere af den safavidiske sufi-orden (safavīyya). Men navnet qizilbāsh blev først benyttet fra slutningen af 1400-tallet.
Qizilbāsh'erne levede spredt i Anatolien, dog med størst koncentration i den østlige del. De var ikke et folk, der var anerkendt af Osmannerriget og var derfor heller ikke under statens beskyttelse. Dette gjorde qizilbāsh'erne sårbare over for forfølgelse og undertrykkelse.
Qizilbāsh-folket hørte under safavīyya-ordenen, hvis centrum var beliggende i den iranske by Ardabil. Den daværende leder af ordenen, Shāh Ismā'īl, etablerede i 1501 Safavideriget og gav det undertrykte qizilbāsh-folk et nyt håb om befrielse.
Ardabil-tekke'en fungerede som qizilbāsh'ernes religiøse center. Den blev besøgt af qizilbāsh'er fra alle steder i Anatolien og det var her mange dede'er fik religiøs undervisning. Safaviderigets grundlæggelse fik mange anatolske qizilbāsh'er til at flytte dertil, indtil dette blev blokeret af osmannerne.

## Historie
Allerede under Sheik Safī al-Dīn havde safavīyya-ordenen tusindvis af disciple (murīd) fra Anatolien, Syrien og Irak. Historikeren Vladimir Minorsky nævner i denne sammenhæng at Safi al-Din blev støttet af klaner fra Rūm (Anatolien) og Tālish.
I løbet af 1300 og 1400-tallet fik ordenen flere og flere tilhængere. Det vides bl.a. safaviderne under Khvāja 'Alī blev støttet af anatolske klaner fra primært Teke, Hamid og Karāmān-områderne. Det vides også at Khvāja 'Alī's søn Sheik Junayd besøgte nogle af sine tilhængere i Anatolien. I perioden 1448-1456 besøgte han først det dengang selvstændige Karāmān-styre, derefter Varsāq-stammen i Cilicien, efterfulgt af Jabal-Arsūs i det nordligste Syrien og endelig Jānīq (Samsun) ved Sortehavet. Safaviyya-ordenen blev også i denne periode militariseret, og Sheik Junayd forsøgte da også i ca. 1456 at angribe Trebizond (Trabzon), men uden held.
I slutningen af 1400-tallet begyndte disse klaner at blive kaldt qizilbāsh, da deres daværende leder Sheik Hāydār indførte en ny rød hovedbeklædning, som efterfølgende blev kendt som tāj-i Hāydāri. Denne hovedbeklædning bestod af tolv "kileformede stykker stof" (tark), repræsenterende de Tolv Imamer. Det berettes at Hāydār i en drøm havde set Imām 'Ali, som havde fortalt ham, at tiden nu var inde for hans efterkommere at rejse sig og udslette vantroskab fra jorden og havde instrueret ham om, at det derfor var nødvendigt at lave en hovedbeklædning i skarlagensrød farve. Sheik Hāydār’s tilhængere beskrives som værende fra Rūm (Anatolien), Tālish og Siyāh-kūh (Qarāja-dagh) og Shām (Syrien).
I 1501 grundlagde Sheik Hāydār's søn, Shāh Isma'il Det Safavidiske Rige. Qizilbāsh'er på osmannisk jord blev derefter forbudt (under Bayezid II) at rejse til Iran og blev ved overtrædelse af dette forbud straffet med døden. Qizilbāsh'er overalt fra Anatolien, Syrien og Irak strømmede alligevel til Iran for at møde deres leder, som de ærede ekstremt højt.
I 1508 fik khalīfat al-khulafā en officiel administrativ stilling i Safavideriget. Khalīfat al-khulafā var den næsthøjest placerede i det spirituelle hierarki i safavīyya-ordenen, under murshid-i kāmil (Den Perfekte Leder), som var shāh'en selv.
Shāh Tahmāsp som også selv bekendte sig til en vis grad af heterodoksi, gjorde efterhånden op med dette og distancerede sig efterfølgende fra qizilbāsh'erne ved at bevæge sig mod en stigende grad af ortodoksi. Dette fremgår bl.a. af de to angershandlinger (tawba) i henholdsvis 1532-33 og 1555-56, hvor Tahmāsp indførte forbud mod "uislamiske" handlinger såsom hasard, prostitution, music og alkohol.
Efter Shāh Ismā'īl's død i 1524 opstod der kaotiske tilstande blandt qizilbāsh-soldaterne. Dette resulterede i, at det efterfølgende årti blev præget af magtkampe mellem qizilbāsh-stammer. Safavideriget blev således de facto styret af qizilbāsh'er mellem 1526 og 1533.
Herefter forværredes forholdet mellem qizilbāsh'erne og den safavidiske ledelse, hvilket kulminerede 1590'erne da Shāh 'Abbās I, gradvist udskiftede qizilbāsh'ernes placering i administrationen og militæret med de nye og mere loyale ghulām'er (slaver), som bestod af tjerkessiske, georgiske og armenske soldater, der var konverteret til islam.
Udover de lokale qizilbāsh'er boende i qizilbāsh'ernes oprindelige levesteder (Anatolien, Syrien, Irak, Iran) har statslige qizilbāsh-familier siden den safavidiske kapitulation i 1736 også levet spredt i asiatiske lande som f.eks. Pakistan og Afghanistan, hvor mange stadig den dag i dag kendes som qizilbāsh eller også hedder det til efternavn. Disse er dog med tiden blevet ortodokse shiitter. I Afghanistan findes i dag en betydelig minoritet af qizilbāsh'er i primært Kābul og i de høje Foladi-dale i det vestlige Hazārajāt.

## Qizilbāsh-stammer
| ISMĀ'ĪL I (1501-1524) | TAHMĀSP I (1524-1576) | 'ABBĀS I (1587-1629)        |
| Rūmlū (s)             | Rūmlū (s)             | Rūmlū (s)                   |
| Ustājlū (s)           | Ustājlū (s)           | Ustājlū (s)                 |
| Takalū (s)            | Takalū (s)            | Takalū (s)                  |
| Shāmlū (s)            | Shāmlū (s)            | Shāmlū (s)                  |
| Zu'l-Qadar (s)        | Zu'l-Qadar (s)        | Zu'l-Qadar (s)              |
| Qājār (s)             | Qājār (s)             | Qājār (s)                   |
| Afshār (s)            | Afshār (s)            | Afshār (s)                  |
| Turkmān (s)           | Turkmān (s)           | Turkmān (s)                 |
| Chepni (m)            | Chepni (m)            | Chepni (m)                  |
| Bozjalū (m)           | Bozjalū (m)           | Bozjalū (m)                 |
| Khinislū (m)          | Khinislū (m)          | Khinislū (m)                |
| Bāyburtlū (m)         | Bāyburtlū (m)         | Bāyburtlū (m)               |
| Chemishkezeklū (m)    | Chemishkezeklū (m)    | Chemishkezeklū (m)          |
| Arābgirlū (m)         | Arābgirlū (m)         | → Shāmlū (s)                |
| Qarāmānlū (m)         | Qarāmānlū (m)         | Qarāmānlū (m)               |
| Bāyāt (m)             | Bāyāt (m)             | Bāyāt (m)                   |
| Tālish                | Tālish                | Tālish                      |
| Seyyīd Mansūr?        | Siyāh-Mansūr          | Siyāh-Mansūr                |
| Varsāq (m)            | Varsāq (m)            |                             |
| Turgudlū (m)          | Turgudlū (m)          |                             |
| Ajirlū (m)            | Ajirlū (m)            |                             |
| Pāzūkī                | Pāzūkī                |                             |
| Bahārlū (m)           | Bahārlū (m)           |                             |
| Jākīrlū (m)           |                       | Jākīrlū (m)                 |
| Zangana               |                       | Zangana                     |
|                       | Sa'dlū (m)            | Sa'dlū (m)                  |
|                       | Alpā'ūt (m)           | Alpā'ūt (m)                 |
|                       | Ispirlū (m)           | Ispirlū (m)                 |
|                       | Chiganī               | Chiganī                     |
|                       | Shaykhāvand           | Shaykhāvand                 |
|                       | Chaghatāy             |                             |
|                       | Rūzākī                |                             |
|                       | Ardalān               |                             |
|                       | 'Abbāsī (Fayli)       |                             |
|                       | Kamūna                |                             |
|                       |                       | Sil-süpür (m)               |
|                       |                       | Otuz Iki (m)                |
|                       |                       | Qarā-dāghlū                 |
|                       |                       | Qazāqlū                     |
|                       |                       | Bakhtiyārī                  |
|                       |                       | Dumbulī                     |
|                       |                       | Shaqāqī                     |
|                       |                       | Sūrla                       |
|                       |                       | Garrūs                      |
|                       |                       | Kulyā'ī                     |
|                       |                       | Kala-gīr                    |
|                       |                       | Jastānī                     |
|                       |                       | Yaqqa-Turkman-i Sā'in-khāni |
|                       |                       | Girāylī                     |
|                       |                       | M.ch.ki                     |
|                       |                       | Tükäli                      |
|                       |                       | Qara-bayāt                  |
|                       |                       | Jalāyir                     |
|                       |                       | Qumrī                       |
|                       |                       | Jaun-ghurbān                |
|                       |                       | Qarā-bāsh                   |
|                       |                       | Ghūrī                       |
|                       |                       | Jamshīdī                    |
|                       |                       | Muqaddam                    |
|                       |                       | Lak-i Salmāsī               |
|                       |                       | Zunūzī                      |
|                       |                       | Bāydār                      |
|                       |                       | Maliks of Sīstān            |
|                       |                       | Afghāns (of Qandahar)       |

Qizilbāsh'erne kom primært fra Anatolien, Syrien og Irak. En stor del af dem levede i Osmannerriget, hvor de blev udsat for barske forfølgelser. Nogle af disse qizilbāsh'er ydede personligt støtte til de safavidiske shāh'er.
Tabellen til højre viser de større (s) og mindre (m) stammeforbund (uymaq) som ydede personlig støtte til de safavidiske shāh'er. Oplysninger er primært hentet fra Faruk Sümer. Men der henvises også til andre kilder for at identificere stammenavne, som ikke er angivet i Faruk Sümers liste.
De qizilbāsh-klaner der stod bag grundlæggelsen af Safavideriget og personligt støttede Shāh Ismā'īl var følgende:
Større stamme-federationer (uymāq):
- Rūmlū: Et stort stamme-forbund som levede omkring Sivas-Koyulhisar og Şebinkarahisar samt Tokat og Amasya-områderne.
- Ustājlū: Et stamme-forbund der primært holdt til i områderne mellem Sivas, Amasya og Tokat, men også var bredt til Kırşehir.
- Takalū: Som også navnet indikerer, var dette stamme-forbund fra Teke (Antalya-området).
- Shāmlū: Shāmlū-forbundet opholdt sig i det sydlige Sivas om sommeren, og i området mellem Aleppo-Ayntab (Gaziantep) om vinteren. Shām er både navnet på byen Damaskus, men også et udtryk der generelt brugtes om det daværende Syrien.
- Zu'l-Qadar: Zu'l-Qadar eller Dhu'l-Qadar som det også kaldes, var et stort stamme-forbund som levede i områderne omkring Maraş og Boz Ok (Yozgat). I safavidiske kilder fremgår det, at dette forbund bestod af 80.000 husstande.
- Qājār: Dette forbund holdt til i Genje-området i Errân, men kom oprindeligt fra Boz-Ok (Yozgat) i det 15. århundrede.[27]
- Afshār: Dette forbund holdt til i Kûh Gilûye og Khuzistan.[28]
- Turkmān: Dette navn var en betegnelse for stammerne Mawsillu og Purnak.[29] Disse stammer levede i Diyar-Bakr (Diyarbakır)[30], men navnet Mawsillu, indikerer en oprindelig tilknytning til den irakiske by Mosul (Mawsil).

Mindre stamme-federationer (uymāq):
- Chepni: Chepni-stammen holdt primært til i det nordlige Anatolien, i og omkring Trabzon, Bayburt, Gümüşhane, Giresun og Jānīq (Ordu og Samsun).
- Bozjalū: Denne stamme var en del af det større Shāmlū-forbund.
- Khinislū: Denne stamme var fra Hınıs, som er det område der i dag ligger omkring det sydvestlige Erzurum.
- Bāyburtlū: Navnet på dette stammeforbund indikerer, en oprindelse fra Bayburt-området i det østlige Anatolien.
- Chemishkezeklū: Dette forbund var fra Çemişgezek, som var navnet på det nuværende Tunceli.
- Arābgirlū: Som navnet også indikerer, var denne stamme fra Malatya-området.
- Qarāmānlū: Dette stammeforbund har siden det 15. århundrede levet i Genje og Berda.[32]
- Bāyāt: Størstedelen af Bāyāt-forbundet levede i Kezzâz og Girih Rûd (sydøst for Hemedan), mens en anden gren holdt til i Genje-området. [32]
- Tālish: Som navnet indikerer, var denne stamme fra Talish-provinsen i det nordøstlige Iran.
- Seyyīd Mansūr(?)/Siyāh-Mansūr: Der hersker ikke sikkerhed om, hvorvidt Seyyīd Mansūr og Siyāh-Mansūr er de samme klaner. Men det vides i hvert fald, at Siyāh-Mansūr er en stamme fra Iran.[33]
- Varsāq: Dette stammeforbund holdt til omkring Tarsus-området.
- Turgudlū: Denne stamme levede i Karāman-området.
- Ajirlū: Ajirlū menes også at have været en del af Shāmlū-forbundet.
- Pāzūkī: Denne stamme holdt ifølge Sharafnāma til i områderne omkring Kiği (~Bingöl), Erciş (~Van), Adilcevaz (~Bitlis) og Eleşkird (~Ağrı). Ifølge John E. Woods’ kort, levede denne stamme i området omkring det nuværende Adıyaman og Malatya.[34]
- Bahārlū: Dette forbund var en del af Qarā-Qoyunlū-konfederationen og levede i Iran.[35]
- Jākirlū: Denne klan holdt til i Mughan-regionen i det nordøstlige (historiske) Aserbajdsjan.[36]
- Zangana: Denne stamme var fra Iran.[33]

## Karakteristik
Den venediske budbringer, Michele Membré, beskriver under sin rejse til Safavideriget i 1539-40, at alle "sofierne, det vil sige mænd af Sofien [Shāh Tahmāsp]" om dagen bar en rød tāj (designet af Shāh Isma'il) formentlig også med en fjerbusk i og om aftenen gik med "Sultan-Haidari" (tāj-i Hāydāri), som var den traditionelle røde hovedbeklædning fra Sheik Hāydār’s levetid. Selvom Membré kun benytter ordet "qizilbāsh" en enkelt gang i sin beretning, må de omtalte "sofier" her forstås som værende qizilbāsh'erne, da oversætteren A.H. Morton beskriver størstedelen af Membrés ophold som værende sammen med den "øvre qizilbāsh-klasse" og betegner Membrés omtalte "sofi-bryllup" som værende et qizilbāsh-bryllup. Endvidere fremgår det også på safavidiske malerier, at qizilbāsh'erne bar de førnævnte hovedbeklædninger.
Mange kom fra forskellige egne for at erklære deres respekt og bekende deres adlydelse og loyalitet over for shāh'en, hvorefter de blev tildelt en tāj. Dette skete i al hemmelighed, men Membré havde flere gange været øjenvidne til dette. Ingen fik lov til at gå med tāj, medmindre denne var blevet tildelt af shāh'en. Denne hovedbeklædning var forbudt i Osmannerriget, og blev straffet med henrettelse.
Qizilbāsh'erne var også karakteriseret ved deres store overskæg. Membré må have været så vant til at alle havde overskæg, da han i sin beretning udtrykker at han undrede sig, da han for en gangs skyld så nogle skægløse usbekere. Det store overskæg er en tradition som stadig dyrkes blandt Ahl-i Haqq-samfundet i Iran, men som også blev dyrket af alevitterne i Tyrkiet indtil for omtrent et halvt hundrede år siden (det store overskæg kan dog stadig findes hos især ældre generationer af alevitter).
Membré beskriver qizilbāsh'erne som værende meget gæstfrie, "mere gæstfrie og oprigtige og har folk på besøg til spisning i deres huse oftere end osmannerne", som han formulerer det, og de var også meget åbne og lod ham frit komme til deres boliger, hvor han nogle gange overnattede 15-20 nætter. Ifølge Membrés beretninger, elskede qizilbāsh'erne deres koner meget højt, og det var også konerne som tog sig af økonomien i husholdningerne. Qizilbāsh'er måtte derfor spørge deres ægtefæller om penge, når de havde behov for det. Han beskriver endvidere qizilbāsh'ernes koner som værende meget smukke og forligelige kvinder, der gik med flotte, smukke, runde perler om halsen.

### Bryllupstraditioner
Membré havde også flere gange deltaget i qizilbāsh-bryllupper. Han beskriver sine oplevelser på følgende vis:
| „ | I have often been at their weddings, during which, the first thing that they do when they gather, they all sit in rows in a room, from one end to the other, seated on fine carpets, and they begin to praise God and then Shāh Ṭahmāsp. The 'khalīfa' begins first; so all are singing 'Lā ilāh illā Allāh,' and they go on with that phrase alone for a whole hour; then they begin to sing certain songs in praise of the Shāh, composed by Shāh Ismāʻīl and the said Ṭahmāsp, called καται, that is khaṭā'ī; and after that is done, there sits one with a tambour, and he begins to call very loudly the names of all those who are there, one by one; and then each one whose name he calls says 'Shāh bāsh,' that is 'The Shah is head', and all of them give to the one who calls the name, money, depending on how much courtesy each one wishes to show. And after that is done, the 'khalīfa' has a substantial wooden stick, and begins from the first to the last; one by one they all come for love of the Shah to the middle of the room and stretch themselves out on the ground; and the said 'khalīfa' with the stick gives them a most mighty blow on the behind; and then the 'khalīfa' kisses the head and feet of the one he has given the blow; then he himself gets up and kisses the stick; and thus they all do, one bu one; so, as I was sitting there, it then came to be my turn, and the villain, who had a pair of cloth breeches, gave me a blow which still hurts. | “ |

### Krigsførelse
Den italienske købmand Domenico Romano, som havde besøgt Shāh Ismā'īl I starten af 1500-tallet, har berettet at qizilbāsh'erne anså deres leder Shāh Ismā'īl som værende en halv-guddommelig spirituel leder. Derfor gik mange af dem i krig uden nogen form for rustning, da de forventede at deres mester Ismā'īl ville beskytte dem i krig. Andre løb ind på slagmarken uden rustning og med åbent bryst, villige til at dø for deres shāh, mens de råbte "shāh, shāh!". Når de skulle i krig, benyttede qizilbāsh'erne følgende kampråb:
 "Kurban olduğum ve sadaka olduğum, pirim, mürşidim!"
"Min spirituelle leder (pir) og mester (mürşid), for hvem jeg forærer og ofrer mig selv!"

Qizilbāsh'erne var dygtige soldater, der som de eneste i den islamiske verden, havde opnået den modvillige respekt af de osmanniske janitsharer.

### Helligdage
Membré har også observeret qizilbāsh'erne under deres helligdage. I sin beretning har han beskrevet tre forskellige helligdage:
- En 3-dages festival den, ifølge Membré, 1. februar 1540. Til denne fest var også 50-60 landsby-khalīfa'er mødt op. De havde medbragt instrumenter og dansede på gårdspladsen (maidān) foran slottet. Andre spillede musik og sang og lovpriste Gud og Shāh Tahmāsp. De havde alle sammen en kæp i hånden og havde også alle bragt gaver til shāh'en.[50]
- En 3-4-dages festival (bairam) i februar eller marts 1540.[43]
- 'Āshūrā-mindehøjtideligheden i 1.-10. maj 1540.[51]

### Hierarki
Abdülbaki Gölınarlı skriver, at qizilbāsh'erne har 6 niveauer i deres spirituelle hierarki: halife (khalīfa), dede (dada), mürebbî (murabbi), rehber, musahip og talip. Khalīfa'erne var dog organiseret under embedet khalīfat al-khulafā som lå under murshid-i kāmil, dvs. selveste shāh'en (se også Wikipedia: Safaviyya - Struktur) Khalīfa'erne havde direkte forbindelser til safaviderne, hvilket også ses idet, at de deltog i den førnævnte festival den 1. februar 1540. Membré har også berettet, at landsbyfolk strømmede ud i hundredvis med deres koner for at se shāh'en når han passerede forbi området. De spillede på deres instrumenter og sang lovsange for Gud og udførte andre ceremonier sammen med deres khalīfa'er, som Membré beskrev som værende deres "landsbyoverhoved og præst".